# Тома (приток Меры)
Тома (Шевиковка) — река в Судиславском и Островском районах Костромской области. Правый приток Меры.
Длина реки составляет 23 км, площадь водосборного бассейна 159 км². Исток реки находится в лесах у деревни Филисово в 6 км к юго-востоку от пгт Судиславль. Течёт по слабозаселённой лесистой местности на юго-восток, затем на северо-восток. Русло извилистое. Впадает в Меру в 111 км от её устья по правому берегу, выше деревни Юрьево. Крупнейшие притоки — Чернавка, Вандышка (правые).
На реке расположены деревни Мостище, Сорож, Селиваниха, Шумково, Квашнино, Белконосово. Крупнейшая деревня в бассейне реки — Сорож, остальные имеют население менее 20 человек (2010).
У Сорожа реку дважды пересекает автодорога Р243 "Кострома — Киров".

## Данные водного реестра
По данным государственного водного реестра России относится к Верхневолжскому бассейновому округу, водохозяйственный участок реки — Волга от города Кострома до Горьковского гидроузла (Горьковское водохранилище), без реки Унжа, речной подбассейн реки — Волга ниже Рыбинского водохранилища до впадения Оки. Речной бассейн реки — (Верхняя) Волга до Куйбышевского водохранилища (без бассейна Оки).
Код водного объекта в государственном водном реестре — 08010300412110000013643.